# SDSS1133
SDSS1133 (pełne oznaczenie katalogowe SDSS J113323.97+550415.8) – czarna dziura pochodząca z karłowatej galaktyki Markarian 177, znajdującej się w kierunku Wielkiego Wozu, znanego asteryzmu w gwiazdozbiorze Wielkiej Niedźwiedzicy. Mimo że czarne dziury zwykle znajdują się w centrach galaktyk, SDSS1133 znajduje się co najmniej 2600 lat świetlnych od jądra swojej macierzystej galaktyki.
Masywna czarna dziura została wyrzucona z jej galaktyki z prędkością kilku milionów kilometrów na godzinę. Nowe obserwacje z należącego do NASA obserwatorium Chandra X-ray Observatory wskazują, że czarna dziura zderzyła i połączyła się z inną czarną dziurą, otrzymując potężny odrzut, którego źródłem było promieniowanie grawitacyjne. Te nowe dane potwierdzają tezę, że fale grawitacyjne, po raz pierwszy przewidywane przez Alberta Einsteina, nigdy niewykryte bezpośrednio, mogą wywierać tak niezwykle potężną siłę.
W czerwcu 2013 roku naukowcy uzyskali obrazy obiektu o wysokiej rozdzielczości w bliskiej podczerwieni za pomocą 10-metrowego teleskopu Keck II w Obserwatorium WM Keck na Hawajach.